# Sainte-Foy-de-Montgommery
Sainte-Foy-de-Montgommery is een plaats en voormalige gemeente in het Franse departement Calvados in de regio Normandië en telt 174 inwoners (1999).

## Geschiedenis
Op 1 januari 2016 fuseerde Sainte-Foy-de-Montgommery met La Brévière, La Chapelle-Haute-Grue en Saint-Germain-de-Montgommery tot de huidige gemeente Val-de-Vie. Deze gemeente maakt deel uit van het arrondissement Lisieux.

## Geografie
De oppervlakte van Sainte-Foy-de-Montgommery bedraagt 4,6 km², de bevolkingsdichtheid is 37,8 inwoners per km².
De onderstaande kaart toont de ligging van Sainte-Foy-de-Montgommery met de belangrijkste infrastructuur en aangrenzende gemeenten.

## Demografie
Onderstaande figuur toont het verloop van het inwonertal (bron: INSEE-tellingen).
Vanwege een beveiligingsprobleem met de MediaWiki Graph-software is het momenteel niet mogelijk deze grafiek weer te geven. Zodra de software is bijgewerkt zal de grafiek vanzelf weer zichtbaar worden.